# Jan Tarnowski (zm. 1409)
Jan z Tarnowa herbu Leliwa (ur. przed 1349, zm. w 1409) – syn Rafała z Tarnowa i Dzierżki z Wielowsi.

## Życiorys

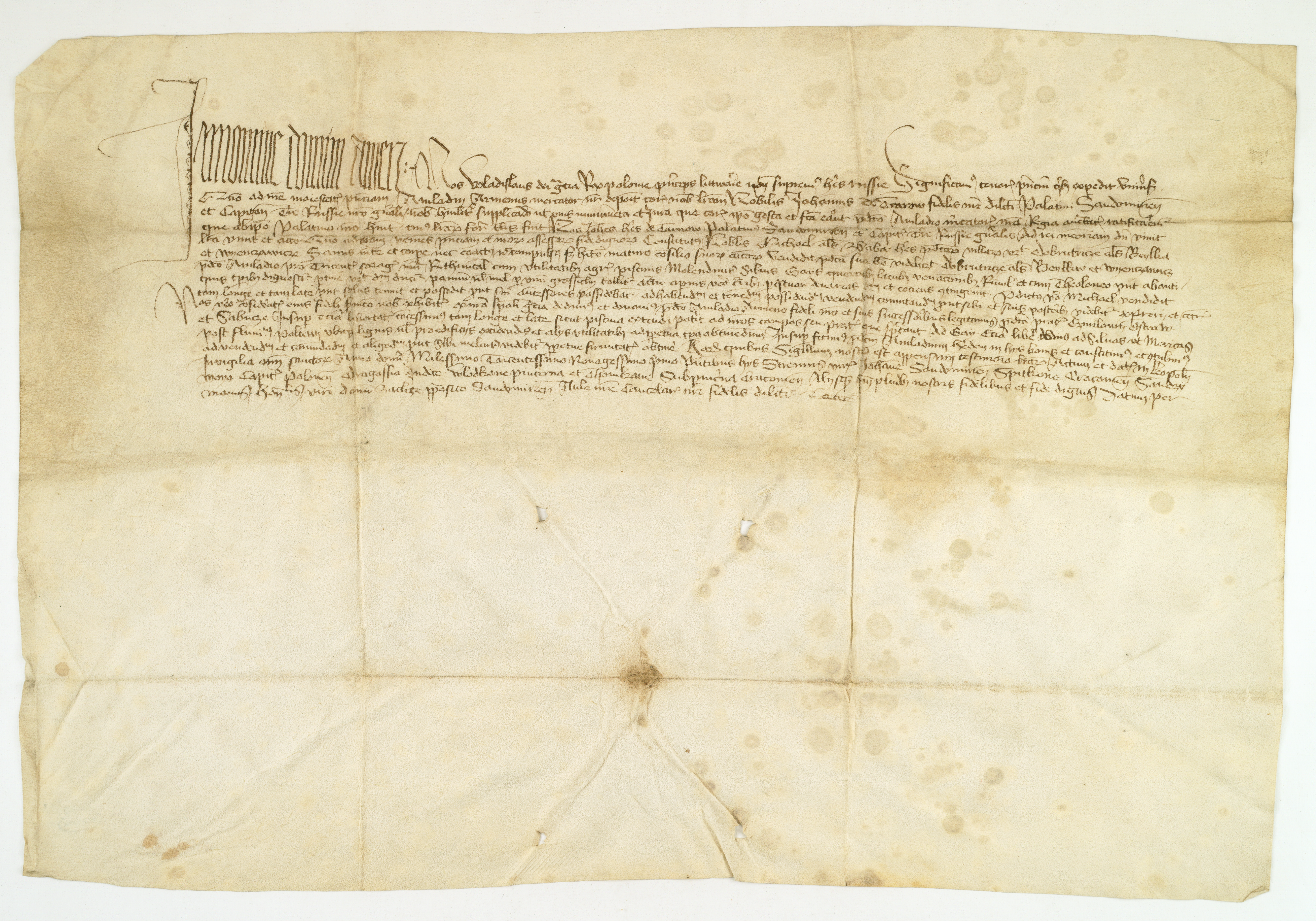
Władysław Jagiełło, król polski, zatwierdza dokument Jana z Tarnowa, starosty generalnego Rusi (1391).

Był właścicielem Tarnowa, Wielowsi i Jarosławia. 
Był też podkomorzym sandomierskim przed 1368, marszałkiem królewskim przed 1373, starostą radomskim przed 1376, kasztelanem sandomierskim przed 1377, marszałkiem wielkim koronnym (1378–1381), wojewodą sandomierskim (przed 1385–1401), starostą sandomierskim przed 1386, starostą generalnym Rusi (przed 1387–1393) i (1394–1404), wojewodą krakowskim (1401–1406), kasztelanem krakowskim i starostą krakowskim od 1406.
W 1401 roku był sygnatariuszem unii wileńsko-radomskiej. Był świadkiem pokoju w Raciążku w 1404 roku. 
Jego synowie Jan i Spytko walczyli w bitwie pod Grunwaldem w 1410.

## Rodzina
Od 1379 był w związku z Katarzyną nieznanego nazwiska, z którą miał czworo dzieci:
- Jan Tarnowski (zm. 1432/1433)
- Rafał z Tarnowa
- Spytek Tarnowski (zm. 1435)
- Dorota Tarnowska

## Wywód przodków
| 4. Spycimir Leliwita (ok. 1300- ok. 1354)              |  |                                        |  |  |                                    |
|                                                        |  | 2. Rafał Tarnowski (zm. 1372 lub 1373) |  |  |                                    |
| 5. Stanisława z Bogorii i Skotnik (po 1300-przed 1352) |  |                                        |  |  |                                    |
|                                                        |  |                                        |  |  | 1. Jan z Tarnowa (przed 1349-1409) |
| 6. Dzierżykraj z Wielowsi                              |  |                                        |  |  |                                    |
|                                                        |  | 3. Dzierżka z Wielowsi (zm. po 1382)   |  |  |                                    |
| 7. ?                                                   |  |                                        |  |  |                                    |
|                                                        |  |                                        |  |  |                                    |